# Tigranes Đại đế
Tigranes Đại đế  (tiếng Armenia: Տիգրան Մեծ, tên Hy Lạp: Τιγράνης ο Μέγας, tiếng Nga: Тигран Велики) (cai trị 95-55 TCN), còn gọi là Tigranes II (đôi khi Tigranes I), là vua của Armenia mà trong một thời gian ngắn đã biến quốc gia này thành một thế lực ở phương đông đối trọng với cộng hòa La Mã. Ông sinh khoảng năm 140 TCN, là con trai hoặc cháu trai của Artavasdes I hoặc Tigranes I. Tigranes Đại đế thuộc dòng họ Artaxaid. Ông đã kết hôn với Cleopatra, con gái của vua Mithridates VI của Pontus.
Ông đã tham gia nhiều trận chiến trong suốt triều đại của mình chống lại người Parthia, đế chế Seleucid và cộng hòa La Mã.

## Khởi nghiệp
Tigranes đã bị bắt làm con tin chính trị tại triều đình của hoàng đế Mithridates II của Parthia, người đã đánh bại Armenia năm 105 TCN. Các nguồn tin khác cho hay là thời gian này vào khoảng năm 112-111 TCN, sau khi vua Tigranes I qua đời năm 95 TCN, Tigranes đã tự mua lấy sự tự do bằng cách giao lại 70 thung lũng ở vùng Atropatene (Iranian Azerbaijan) cho người Parthian.
Khi ông lên cầm quyền, nền tảng mà Tigranes dùng để xây dựng đế chế của mình là dựa trên những thành quả của người sáng lập triều đại Artaxiad, Artaxias I và những vị vua kế tiếp. Các ngọn núi của Armenian đã hình thành nên biên giới tự nhiên giữa các vùng khác nhau của đất nước và kết quả là, những lãnh chúa phong kiến có ảnh hưởng lớn đến lãnh địa của họ. Điều này làm Tigranes không hài lòng, ông muốn tạo ra một chính quyền trung ương của đế chế. Như vậy, ông đã tạo ra bằng việc củng cố quyền lực của mình tại Armenian trước khi tiến hành các chiến dịch của mình.
Ông đã phế truất Artanes, vị vua cuối cùng của vùng Armenian Sophene và là dòng dõi của Zariadres

## Liên minh với Pontus
Trong thời kì đầu cuộc chiến tranh Mithridatic (90-85 TCN), ông đã hỗ trợ quốc vương Mithridates VI của Pontus, nhưng đã cẩn thận không để trực tiếp tham gia chiến tranh.
Ông đã nhanh chóng xây dựng quyền lực của mình, liên minh với Mithridates VI của Pontus và lấy con gái của ông ta là Cleopatra. Tigranes đã đồng ý rằng ông được mở rộng ảnh hưởng của mình ở phía Đông, trong khi Mithridates chinh phục đất đai của La Mã ở Tiểu Á và ở Châu Âu. Bằng việc tạo ra một quốc gia Hy Lạp hóa hùng mạnh hơn Mithridates đã tranh giành với sự thiết lập chỗ đứng của người La Mã ở châu Âu. Vào thời điểm đó, năm 88 TCN, người La Mã cáo buộc Mithridates đã thảm sát 80000 người La Mã ở tỉnh Tiểu Á ở Châu Á. Cuối cùng, hai vua 'nỗ lực để kiểm soát Cappadocia,và cũng như bị buộc tội thảm sát, dẫn đến sự can thiệp của người La Mã. Viện nguyên lão quyết định Lucius Cornelius Sulla,người mà sau đó đảm nhận chức vụ chấp chính quan ở thời điểm đó sẽ chỉ huy quân đội chống lại Mithridates.

## Chiến tranh chống lại đế chế Parthia
Sau khi hoàng đế của đế chế Parthia là Mithridates II mất năm 88 TCN. Tigranes đã giành được lợi thế là Parthia đang trong tình trạng suy yếu, họ bị người Scythia xâm lăng và cũng đang có tranh giành nội bộ:
| “ | Khi ông khôi phục được sức mạnh, ông không những đoạt lại được những thung lũng (70) mà còn tàn phá đất nước của người Parthia, trên vùng lãnh thổ Ninus(Nineveh), và tới Arbela. Ông ta khẳng định chủ quyền của mình ở Atropatenians (tại Azerbaijan), và Goryaeans (trên Thượng Tigris). Bằng lực lượng quân đội của mình ông cũng có được phần còn lại của Lưỡng Hà, sau khi vượt qua sông Euphrates, vùng đất Phoenicea và Syria. | ” |

## Cuộc chinh phục Seleucid ở Syria

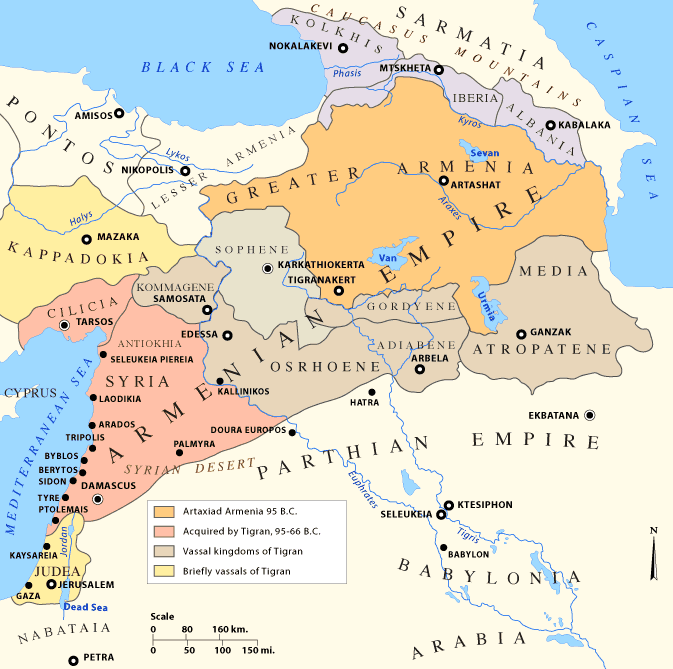
Đế chế của Tigranes Đại đế

Vào năm 83 TCN, sau những cuộc tranh giành đẫm máu ngai vàng của Syria, được nắm giữ bởi các hoàng đế Seleukos, người Syria đã quyết định lựa chọn Tigranes như là người bảo trợ cho vương quốc của mình và dâng tặng cho ông ta vương miện của Syria. Magadates đã được bổ nhiệm làm tổng đốc của ông ở Antioch. Sau đó ông ta chinh phục Phoenicia và Cilicia. Một cách tích cực trong việc đưa đến sự kết thúc của lực lượng tàn dư của đế chế Seleucid. Mặc dù một số thành phố của Syria vẫn coi vị vua đã mất là Seleukos VII Philometor là vua trong suốt triều đại của ông. Biên giới phía nam của ông tiến xa tới tận triều đại Ptolemiac,(Akko hiện nay). Rất nhiều dân cư của các thành phố bị chinh phục đã được gửi đến thành phố mới của ông là Tigranakert (tên tiếng la-tinh, Tigranocerta).
Vào thời kì đỉnh cao, vương quốc của ông bắt đầu từ Pontic Alps (ở đông bắc Thổ Nhĩ Kỳ ngày nay) đến Mesopotamia, và từ Biển Caspian tới Địa Trung Hải. Sự xuất hiện xa nhất của các cuộc xâm lược của ông là tới tận Ecbatan, và lấy tên hiệu là "vua của các vị vua" mà tại thời điểm này là biết được nhờ tiền của họ.

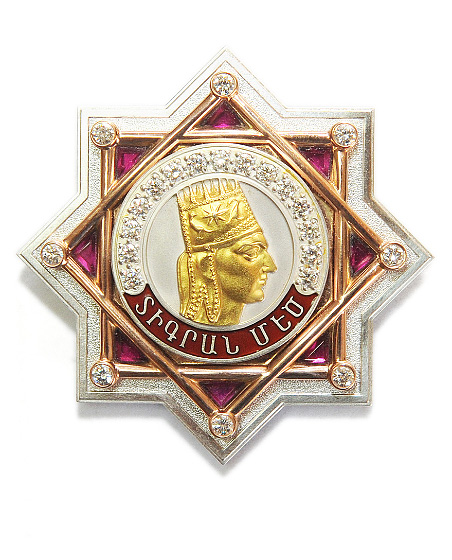
Орден Тиграна Великого

Ông được gọi là "Tigranes Đại đế" bởi nhiều sử gia và nhà văn phương Tây chẳng hạn như Plutarch. Danh hiệu "Vua của các vua" không bao giờ xuất hiện trước công chúng mà không có bốn vị vua đi theo hầu ông. Cicero, có thể nói sự thành công của ông là ở phía Đông, nói rằng ông:
| “ | Khiến cho Cộng hoà La Mã rung rinh trước sức mạnh của quân đội của mình. | ” |

Những vị vua Armenia trước Tigranes không sử dụng đồng tiền kim loại và ông là người đầu tiên làm như vậy. Ông đã đưa vương quốc Seleukos và việc đúc tiền kim loại lên làm mục tiêu chính. Đó là việc đưa Antioch và Damascus, những thành phố dưới sự cai trị của ông.

## Chiến tranh với Rome
Mithridates đã tìm được nơi ẩn náu tại vùng đất Armenia sau khi đối đầu với La Mã, với thực tế là Tigranes là đồng minh và là con rể của ông. "Vua của các vị vua" cuối cùng đã đối đầu trực tiếp với người La Mã. Chỉ huy của quân La Mã, Lucullus, yêu cầu phải trục xuất Mithridates khỏi Armenia,một điều khó có thể chấp nhận cho Tigranes. Rollins, trong cuốn Lịch sử cổ đại của mình, kể rằng:
| “         | Tigranes, người mà Lucullus đã gửi một sứ thần tới, mặc dù không có nhiều quyền lực vào năm đầu của triều đại của mình, đã mở rộng nó quá nhiều bởi một loạt thành công liên tiếp. Sau khi lật đổ và gần như hủy hoại gia đình của các vị vua, kế vị của Seleukos vĩ đại; sau khi đã thường xuyên hạ nhục niềm tự hào của người Parthian, dịch chuyển toàn bộ các thành phố của người Hy Lạp vào Media, chinh phục tất cả Syria và Palestine, và đem pháp luật đến cho người Arabians gọi là Scenites, ông trị vì với sự tôn trọng bởi tất cả các hoàng tử của châu Á. | ” |
| — Rollins | |   |

Ngày 06 tháng 10, năm 69 TCN Tigranes với một lực lớn hơn nhiều lần đã bị đánh bại bởi quân đội La Mã của Lucullus trong trận Tigranocerta. Sự đối xử của Tigranes với người dân (phần lớn dân số đã bị buộc phải di chuyển đến thành phố) đã dẫn đến sự bất mãn của những lính gác thành phố để mở các cửa của thành phố cho người La Mã. Biết được việc này, Tigranes nhanh chóng gửi 6.000 kị binh đến thành phố để cứu người vợ của ông và một số tài sản của ông Tigranes trốn thoát với một đội hộ tống nhỏ.
Vào ngày 06 Tháng 10 năm 68 TCN. Người La Mã đến gần thủ đô cũ Artaxata. Tigranes và Mithridates kết hợp được một đội quân Armeno-Pontos lên đến 70.000 người để đối phó với họ. Một lần nữa cả Tigranes và Mithridates phải trốn chạy trước chiến thắng của người La Mã.
Thất vọng bởi địa hình gồ ghề của miền Bắc Armenia và nhìn thấy sự suy đồi đạo đức của quân đội của mình, Lucullus chuyển về phía nam và đặt Nisibis dưới sự bao vây. Tigranes kết luận (sai) rằng Nisibis sẽ giữ được và tìm cách lấy lại những phần của Armenia mà người La Mã đã chiếm. Mặc dù thành công liên tục trong trận chiến, Lucullus vẫn không thể bắt được một trong số các vị vua.

## Pompey và sự hòa giải với Rome
Năm 67 TCN, Pompey đã được giao nhiệm vụ đánh bại Mithradates và Tigranes. Pompey, đầu tiên tập trung vào việc tấn công Mithradates trong khi đánh lạc Tigranes bởi một mánh khóe thuyết phục một cuộc tấn công của người Parthia vào Gordyeyne. Phraates III, Vua Parthia nhanh chóng bị thuyết phục về một viễn cảnh chiếm được nhiều hơn nữa sau khi sáp nhập Gordyeyne, khi mà một người con trai của Tigranes (cũng có tên là Tigranes) đã bỏ trốn đến chỗ người Parthia và thuyết phục Phraates tiến hành một cuộc xâm lược nhằm vào Armenia để lật đổ vua cha Tigranes nay đã già cùng với các người anh em khác của ông ta. Tigranes quyết định không chống trả các cuộc xâm lược trên chiến trường nhưng thay vì đảm bảo rằng thủ đô của mình, Artaxata, được phòng ngự và rút lui vào vùng đồi. Phraates sớm nhận ra rằng Artaxata sẽ không thất thủ mà không có một cuộc bao vây kéo dài, thời gian mà ông không thể dự phòng do ông lo sợ bối cảnh ở nhà. Một khi Phraates để cho Tigranes đã trở lại từ những ngọn đồi và con trai ông đã bỏ chạy khỏi Armenia. Người con trai sau đó bỏ trốn sang chỗ Pompey.
Năm 66 TCN, Pompey tiên tiến vào Armenia với Tigranes trẻ hơn, và Tigranes Đại đế, bây giờ gần 75 tuổi, đã đầu hàng. Pompey đối xử với ông một cách hào phóng  và cho phép ông giữ lại vương quốc của mình trong cuộc chinh phục của mình để đổi lấy 6.000 talent bạc. Con trai ông không trung thành đã được gửi trở lại Rome như một tù nhân.
Tigranes tiếp tục cai trị Armenia là một đồng minh của Rome cho đến khi qua đời vào 55/54.